# Источни вук
Источни вук ( Canis lycaon  или Canis lupus lycaon ), такође познат као дрвени вук,  алгонкински вук и источни дрвени вук,  је псеће таксономије о којој се расправљало пореклом из региона Великих језера и југоисточне Канаде. Сматра се или јединственом подврстом сивог или црвеног вука или одвојеном врстом од оба.  Многе студије су откриле да је источни вук производ древне и недавне генетске мешавине између сивог вука и којота,   док су друге студије откриле неке или све популације источног вука, као и којоте, првобитно одвојен од заједничког претка са вуком превише од милиона година и да ове популације источног вука могу бити исте врсте као или блиско сродне врсте црвеног вука (Canis lupus rufus или Canis rufus) у југоисточним Сједињеним Америчким Државама. Без обзира на свој статус, сматра се јединственим и стога вредним очувања а Канада наводи популацију у источној Канади (познату и као „Алгонкин вук“) као популацију источних вукова која подлеже заштити.
Постоје два облика, већи се назива вук Великих језера, који се обично налази у Минесоти, Висконсину, на Горњем полуострву Мичиген, југоисточној Манитоби и северном Онтарију, а мањи је вук Алгонкин, који насељава источну Канаду, посебно централни и источни Онтарио и југозападни Квебек, са неким преклапањем и мешањем ова два типа у јужним деловима североисточног и северозападног Онтарија. Морфологија источног вука је на пола пута између морфологије сивог вука и којота.  Крзно је типично сивкасто-браон боје помешано са циметом. Затиљак, рамена и реп су мешавина црне и сиве, са боковима и грудима руменим или кремастим.  Првенствено лови белорепе јелена, али повремено може да лови и лосове и даброве.
У трећем издању Сисарских врста света објављеном 2005. године, сисар В. Кристофер Возенкрафт навео је источног вука као подврсту сивог вука, што подржава његову ранију класификацију засновану на морфологији у три студије. О овој таксономској класификацији се од тада расправља, са предлозима заснованим на ДНК анализама које укључују екотип сивог вука,  сивог вука са генетском интрогресијом којота,  хибрида сивог вука /којота, сивог вука /хибрид црвеног вука,  иста врста као и црвени вук, или посебна врста (Canis lycaon) блиско сродна црвеном вуку.  Почевши од 2016. године, две студије које користе секвенцирање целог генома указују на то да су северноамерички сиви вукови и вукови слични псу били резултат древног и сложеног мешања сивог вука и којота, при чему вук са Великих језера има 25% порекла којота и алгонкински вук који има 40% којотског порекла. 
У САД, сиви вукови, укључујући и дрвеног вука, заштићени су Законом о угроженим врстама из 1973. године, иако је заштита уклоњена на савезном нивоу 2021. пре него што је поново успостављена 2022. У Канади, источни вук је наведен као Canis lupus lycaon према Закону о угроженим врстама из 2002, Прилог 1 – Листа угрожених дивљих животиња. Године 2015. Комитет за статус угрожених дивљих животиња у Канади препознао је источног вука у централном и источном Онтарију и југозападном Квебеку као Canis cf. lycaon (врста Canis за коју се верује да је lycaon) и угрожена врста вредна очувања.  Главна претња овом вуку је људски лов и хватање ван заштићених подручја, што доводи до генетске интрогресије са источним којотом због недостатка партнера. Очекује се да ће даљи људски развој непосредно изван заштићених подручја и негативна перцепција јавности о вуковима инхибирати свако даље ширење њиховог подручја. Године 2016, Комитет за статус ризичних врста у Онтарију препознао је вука алгонкинског вука као Canis sp. (врста Canis) која се разликовала од хибридних вукова Великих језера за које је утврђено да су резултат „хибридизације и повратног укрштања између источног вука (Canis lycaon) (ака C. lupus lycaon), Сивог вука (C. lupus) и Којота ( C. latrans“).

## Таксономија
Прво објављено име таксона који припада роду Цанис из Северне Америке је Цанис лицаон . Објавио га је 1775. немачки природњак Јохан Шребер, који га је засновао на ранијем опису и илустрацији једног примерка за који се сматрало да је ухваћен у близини Квебека. Касније га је Едвард Голдман рекласификовао у подврсту сивог вука . 
У трећем издању Сисарске врсте света објављеном 2005. године, сисар В. Цхристопхер Возенцрафт навео је источног вука као подврсту сивог вука,  што подржава његову ранију класификацију засновану на морфологији у три студије.    О овој таксономској класификацији се од тада расправља.
Године 2021., Америчко друштво мамалога сматрало је источног вука сопственом врстом ( Цанис лицаон ). 

### Таксономска дебата
Када су европски досељеници први пут стигли у Северну Америку, домет којота био је ограничен на западну половину континента. Постојали су у сушним областима и широм отворених равница, укључујући преријске области средњезападних држава. Рани истраживачи су их пронашли у Индијани и Висконсину. Од средине 1800-их којоти су почели да се шире изван свог првобитног домета. 
Таксономска дебата о северноамеричким вуковима може се сажети на следећи начин:
There are two prevailing evolutionary models for North American Canis:
(i) a two-species modelthat identifies grey wolves (C. lupus) and (western) coyotes (Canis latrans) as distinct species that gave rise to various hybrids, including the Great Lakes-boreal wolf (also known as Great Lakes wolf), the eastern coyote (also known as coywolf / brush wolf / tweed wolf), the red wolf and the eastern wolf;
or
(ii) a three-species modelthat identifies the grey wolf, western coyote, and eastern wolf (C. lycaon) as distinct species, where Great Lakes-boreal wolves are the product of grey wolf × eastern wolf hybridization, eastern coyotes are the result of eastern wolf × western coyote hybridization, and red wolves are considered historically the same species as the eastern wolf, although their contemporary genetic signature has diverged owing to a bottleneck associated with captive breeding.
Еволуциони биолог Роберт К. Вејн, чији је тим укључен у текућу научну дебату са тимом који води Линда К. Рутлиџ, описује разлику између ова два еволуциона модела: „На неки начин, све је то семантика. Они то зову врста, ми то називамо екотипом."

### Палеонтолошки докази
Неки од најранијих примерака Цаниса откривени су у Цриппле Цреек Сумп, Фербанкс, Аљаска, у слојевима од 810.000 године. Стоматолошке мере узорака јасно одговарају историјским примерцима Цанис лицаон из Минесоте. 

### Генетски докази
Митохондријална ДНК (мДНК) пролази дуж мајчинске линије и може датира хиљадама година уназад. 
Године 1991., студија секвенци митохондријалне ДНК (мДНК) вукова и којота из целе Северне Америке открила је да вукови из региона Минесоте, Онтарија и Квебека поседују генотипове којота. Студија предлаже да су се мушки сиви вукови који су се распршили парили са женкама којота у крченим подручјима која се граниче са територијом вукова. Дистрибуција генотипова којота унутар вукова одговара фенотипским разликама између ових вукова пронађених у ранијој студији, са већим вуком са Великих језера пронађеним у Минесоти, мањим типом Алгонкуин ( Провинцијски парк ) пронађеним у централном Онтарију и најмањим и више којота. попут вука од твида или типа источног којота који заузимају делове југоисточног Онтарија и јужног Квебека. 
У 2000. години, студија је проучавала црвене вукове и источне вукове из источне Канаде и Минесоте. Студија се сложила да се ова два вука лако хибридизују са којотом. Студија је користила 8 микросателити (генетски маркери узети из целог генома узорка). Филогенетско дрво произведено из генетских секвенци показало је блиску везу између црвених вукова и источних вукова из Алгонкуин Парка, јужног Квебека и Минесоте, тако да су се сви скупили. Они су се затим скупили ближе којоту и даље од сивог вука. Даља анализа коришћењем секвенци мДНК показала је присуство којота у оба ова два вука и да су се ова два вука одвојила од којота 150.000–300.000 године пре. У узорцима нису откривене секвенце сивог вука. Студија је предложила да ови налази нису у складу са тим да су два вука подврста сивог вука, да су црвени вукови и источни вукови (источни Канад и Минесота) еволуирали у Северној Америци након што су се одвојили од којота, и стога је већа вероватноћа да ће се хибридизовати. са којотима. 
Године 2009., студија о источно-канадским вуковима – који се у овој студији називају вуком „Великих језера“ – користећи микросателите, мДНК и иДНК маркере наслеђене по оцу открила је да је источно-канадски вук јединствен екотип сивог вук који је недавно прошао хибридизацију са другим сивим вуковима и којотима. Није могао пронаћи никакве доказе који би подржали налазе раније студије из 2000. о источном канадском вуку. Студија није укључила црвеног вука.  Ова студија је брзо оповргнута на основу тога што је погрешно протумачила налазе ранијих студија на које се ослањала, нити је дала дефиницију за одређени број термина које је користила, као што је „екотип“. 
У 2011. години, студија је упоредила генетске секвенце од 48.000 једнонуклеотидни полиморфизми ( мутације ) узети из генома канида из целог света. Поређење је показало да је црвени вук био око 76% којот и 24% сиви вук са хибридизацијом која се догодила 287–430. године пре. Источни вук – који је у овој студији назван вук „Великих језера“ – био је 58% сиви вук и 42% којот са хибридизацијом која се догодила 546–963. године пре. Студија је одбацила теорију о заједничком пореклу црвених и источних вукова.   Међутим, следеће године, студија је прегледала подскуп података о полиморфизму једног нуклеотида (СНП) студије из 2011. и предложила да је њена методологија искривила резултате и да источни вук није хибрид већ засебна врста.   Студија из 2012. године предложила је да у Северној Америци постоје три праве врсте цанис – сиви вук, западни којот и црвени вук/источни вук, при чему је источни вук представљен алгонкинским вуком, при чему је вук са Великих језера хидрид источног вук и сиви вук, а источни којот је хибрид западни којот и источни (алгонкински) вук. 
Такође 2011. године, направљен је преглед научне литературе како би се помогло у процени таксономије северноамеричких вукова. Један од предложених налаза је да је источни вук, чији распон обухвата источну Канаду и Горње полуострво Мичиген плус Висконсин и Минесоту, подржан као посебна врста морфолошким и генетским подацима. Генетски подаци подржавају блиску везу између источног и црвеног вука, али не довољно блиску да подрже ове као једну врсту. Било је „вероватно“ да су то били одвојени потомци заједничког претка који су делили са којотима. Ова рецензија је објављена 2012. 
Друга студија и мДНК и иДНК код вукова и којота од стране истих аутора указује на то да је источни вук генетски дивергентан од сивог вука и да је северноамеричка еволуирана врста са дугом историјом. Студија није могла одбацити могућност да је источни вук еволуирао из древне хибридизације сивог вука и којота у касном плеистоцену или раном холоцену.  Друга студија истих аутора открила је да је генетска разноликост мДНК источног вука изгубљена након њиховог одстрела раних 1960-их, што је довело до инвазије којота на њихову територију и интрогресије мДНК којота.
2014. године, Национални центар за еколошку анализу и синтезу је позван од стране Службе за рибу и дивље животиње Сједињених Држава да пружи независну ревизију свог предложеног правила у вези са сивим вуковима. Закључци панела Центра били су да предложено правило у великој мери зависи од анализе садржане у прегледу научне литературе обављеном 2011. године (Цхамберс ет ал.), да овај рад није универзално прихваћен и да то питање „није решено“ и да правило не представља „најбољу доступну науку”.  Такође 2014, експеримент хибридизације западног сивог вука и западног којота у заточеништву био је успешан, а самим тим и могућ. Студија није проценила вероватноћу такве хибридизације у дивљини. 
In 2015, the Committee on the Status of Endangered Wildlife in Canada changed its designation of the eastern wolf from Canis lupus lycaon to Canis cf. lycaon (Canis species believed to be lycaon) and a species at risk.
Касније те године, студија је упоредила ДНК секвенце користећи 127.000 полиморфизми са једним нуклеотидом (мутације) вукова и којота, али нису укључивали црвене вукове и користили су алгонкинске вукове као репрезентативне источне вукове, а не вукове из западних држава Великих језера (који се обично називају вукови Великих језера). Студија је показала да су алгонкински вукови посебан геномски кластер, чак различит од вукова из држава Великих језера, за које је утврђено да су заправо хибриди сивог и алгонкинског вука. Резултати студије нису искључили могућност да вук из држава Великих језера (хибрид сивог вука к источног вука ( Ц. л. лицаон )) историјски насељавали јужни Онтарио, јужни Квебек и североисточне Сједињене Државе заједно са алгонкинским вуком, пошто постоје докази који указују на то да су и једни и други насељавали те области. 
Године 2016, студија мДНК је још једном указала на источног вука као на хибрид којота и вука.
У 2018. години, студија је проучавала мушку линију очњака И-хромозома . Неочекивани налаз је био да је један примерак вука са Великих језера укључен у ову студију показао висок степен генетске дивергенције . Претходне студије сугеришу да је вук Великих језера древни екотип сивог вука који је искусио генетску интрогресију од других врста сивих вукова и којота. Студија је позвала на даља истраживања И-хромозома којота и вукова како би се утврдило да ли је ова јединствена генетска мушка лоза можда настала одавде. 
Геномски докази
Године 2016, студија ДНК целог генома предложила је, на основу претпоставки, да су се сви северноамерички вукови и којоти одвојили од заједничког претка мање од 6.000–117.000 године, укључујући којота који је одступио од евроазијског вука око 51.000 године (што се поклапа са другим студијама које указују на то да је постојећи вук настао отприлике у то време), црвени вук се дивергирао од којота између 55.000–117.000 године, а источни вук (регион Великих језера и Алгонкин) вук који се одваја од којота 27.000–32.000 године, и тврди да се оне не квалификују као древне разлике које оправдавају да се сматрају јединственим врстама. 
Студија је такође показала да сви северноамерички вукови имају значајну количину порекла којота, а сви којоти неки степен порекла вука, и да су црвени вук и источни вук веома помешани са различитим пропорцијама порекла сивог вука и којота. Студија је открила да је порекло којота највише код црвених вукова са југоистока Сједињених Држава, а најниже међу вуковима са Великих језера. 
Студија је такође утврдила колико је јединствена свака врста алела канида у поређењу са евроазијским вуковима, од којих сви нису имали порекло од којота. Открио је следећи удео јединствених алела: којоти 5,13% јединствени; црвени вук 4,41%; алгонкински вукови 3,82%; вукови Великих језера 3,61%; а сиви вукови 3,3%. Они су тврдили да је количина јединствених алела код свих вукова била мања од очекиване и да не подржава древни (већи од 250.000 године) јединствено порекло за било коју врсту. 
Аутори су тврдили да се удео јединствених алела и однос налаза порекла вука/којота поклапа са нестанком вука на југу и северу услед европске колонизације од 18. века и услед тога губитак станишта. Награде су довеле до истребљења вукова у почетку на југоистоку, а како је популација вукова опадала, примеса вукова и којота се повећавала. Касније се овај процес догодио у региону Великих језера, а затим и у источној Канади са приливом којота који су заменили вукове, након чега је уследила експанзија којота и њихових хибрида. Вукови Великих језера и Алгонкин углавном одражавају лозе које имају потомке у модерним популацијама вукова и којота, али такође одражавају посебан екотип сивог вука који може имати потомке у модерним популацијама вукова. 
Као резултат ових налаза, Америчко друштво мамалога препознаје Цанис лицаон као сопствену врсту. 
Предложено време дивергенције вук/којот је у сукобу са налазом примерка сличног којоту у слојевима датираним у 1. милиона година пре садашњости. 
Године 2017. група истраживача канида оспорила је налаз ДНК студије целог генома из 2016. да су црвени вук и источни вук резултат недавне хибридизације којота и сивог вука. Група тврди да је трогодишње време генерације коришћено за израчунавање периода дивергенције између различитих врста било ниже од емпиријских процена од 4,7 године. Група је такође пронашла недостатке у избору примерака у претходној студији (два репрезентативна којота су била из области где је познато да су се недавно мешали којот и сиви вук са источним вуковима), недостатак сигурности у порекло одабраних алгонкинских вукова и груписање вукова Великих језера и Алгонкин заједно као источни вукови, упркос супротстављеним генетским доказима. Такође, тврдили су да је студија из 2016. игнорисала чињеницу да нема доказа о хибридизацији између којота и сивих вукова. 
Група је такође довела у питање закључке анализе генетске диференцијације у студији наводећи да су резултати који показују Велика језера, Алгонкин и црвене вукове, плус источне којоте који се разликују од сивих и евроазијских вукова заправо више конзистентнији са древном хибридизацијом или различитим кладогеним пореклом црвеног и алгонкински вукови него новијег хибридног порекла. Група је даље тврдила да су нивои јединствених алела за црвене и алгонкинске вукове открили да је студија из 2017. довољно висока да открије висок степен еволуционе различитости. Стога група тврди да и црвени вук и источни вук остају генетски различите северноамеричке таксоне.  Ово су оповргли аутори раније студије.

### Вуков геном
Генетске студије које се односе на вукове или псе су закључиле о филогенетским односима на основу јединог доступног референтног генома: генома паса који се зову боксер. Године 2017. мапиран је први референтни геном вука Цанис лупус лупус како би се помогло будућим истраживањима.  У 2018. години, студија је разматрала геномску структуру и мешавину северноамеричких вукова, вуколиких канида и којота користећи узорке из целог њиховог опсега који су мапирали највећи скуп података секвенци нуклеарног генома и упоређивали их са референтним геномом вука. Студија подржава налазе претходних студија да су северноамерички сиви вукови и каниди слични вуку резултат сложеног мешања сивог вука и којота. Поларни вук са Гренланда и којот из Мексика представљали су најчистије примерке. Којоти са Аљаске, Калифорније, Алабаме и Квебека не показују скоро никакво вуко порекло. Којоти из Мисурија, Илиноиса и Флориде показују 5–10% вукова порекла. Било је 40%:60% порекла вукова до којота код црвених вукова, 60%:40% код источних вукова и 75%:25% код вукова са Великих језера. Било је 10% порекла којота код мексичких вукова, 5% код пацифичке обале и вукова Јелоустона и мање од 3% код вукова канадског архипелага. 
Студија указује да је геномско порекло црвених, источних и вукова Великих језера резултат мешања модерних сивих вукова и модерних којота. Затим је уследио развој у локално становништво. Појединци унутар сваке групе показали су доследне нивое наслеђа којота и вука, што указује да је то резултат релативно древне мешавине. Источни вук који се налази у покрајинском парку Алгонкуин је генетски блиско повезан са вуком Великих језера који се налази у Минесоти и Националном парку Исле Роиале у Мичигену. Да је трећи канид био умешан у мешавину северноамеричких вуколиких канида, онда би његов генетски потпис био пронађен код којота и вукова, што није.
Касније 2018, студија заснована на много мањем узорку од 65.000 СНП-ови су открили да иако источни вук носи регионалне алеле сивог вука и којота (варијанте гена), он такође показује неке алеле који су јединствени и стога вредни очувања. 
2023. године, геномска студија показује да су источни вукови еволуирали одвојено од сивих вукова у последњих 67.000 година и да су искусили мешавину са којотима пре 37.000 година. Вукови са Великих језера били су резултат мешања источних вукова и сивих вукова пре 8.000 година. Источни којоти су били резултат мешања источних вукова и "западних" којота током прошлог века. 

### Предак
Софтвер који се тренутно користи за спровођење анализе целог генома ради доказа о хибридизацији не прави разлику између претходне и садашње хибридизације. 2021. године, мДНК анализа модерних и изумрлих северноамеричких вуколиких очњака указује да је изумрли берингијски вук из касног плеистоцена био предак јужног вучјег рода, који укључује мексичког вука и вука са великих равница . Мексички вук је највећи предак сивих вукова који данас живе у Северној Америци. Савремени којот се појавио пре око 10.000 година. Најгенетички базалнија мДНК којота датира пре последњег глацијалног максимума и хаплотип је који се може наћи само код источног вука. Ово имплицира да је велики плеистоценски којот налик вуку био предак источног вука. Даље, још један древни хаплотип откривен код источног вука може се наћи само код мексичког вука. Аутори предлажу да је мешавина плеистоценског којота и берингијског вука довела до источног вука много пре доласка модерног којота и модерног вука. 

## Опис и екологија

### Опис
Чарлсу Дарвину је речено да у планинама Кетскил живе две врсте вукова, од којих је један био лаке грађе, животиња налик хрту која је јурила јелене, а друга је био крупнији вук краћих ногу.  Крзно источног вука је типично сивкасто-браон боје, помешано са циметом. Бокови и груди су црвенкасти или кремасти, док су потиљак, рамена и реп мешавина црне и сиве. За разлику од сивих вукова, источни вукови ретко производе меланистичке јединке.  Утврђено је да је први документовани потпуно црни источни вук био хибрид источног вука и сивог вука.  Попут црвеног вука, источни вук је средње величине између којота и сивог вука, а женке теже 239 kg (527 lb) у просеку и мушкарци 303 kg (668 lb) . Као и сиви вук, његов просечан животни век је 3-4 године, са највише 15 године.  Верује се да су њихове физичке величине које их постављају на средње место између сивих вукова и којота више повезане са њиховим прилагођавањем окружењу са претежно пленом средње величине (слично као у случају мексичког вука на југозападу САД), а не са њиховим блиским односом црвеним вуковима и којотима. 

### Екологија и понашање
Источни вук првенствено циља на мале и средње предмете плена као што су белорепи јелени и даброви, за разлику од сивог вука, који може ефикасно да лови велике копитаре попут карибуа, лосова, лоса и бизона .  Упркос томе што су месождери, чопори у Националном парку Воиагеурс траже боровнице током већег дела јула и августа, када је бобичасто воће у сезони. Чопорови пажљиво избегавају једни друге; само вукови самотњаци понекад улазе на територије других чопора.  Просечна територија се креће 118—185 km2 (46—71 sq mi)  ,  и најраније доба расејања младих источних вукова је 15 година недеље, много раније од сивих вукова. 

## Дистрибуција
Прошли распон источног вука укључивао је јужни Квебек, већину Онтарија, државе Великих језера, државу Њујорк и Нову Енглеску.  Данас се вук Великих језера углавном налази у северним половинама Минесоте и Висконсина, на Горњем полуострву Мичиген,  југоисточној Манитоби и северном Онтарију,  а вук Алгонкин насељава централни и источни Онтарио, као и југозападни Квебе северно од реке Светог Ловре.   Алгонкуин вукови су посебно концентрисани у покрајинском парку Алгонкуин и другим оближњим заштићеним подручјима, као што су Килларнеи, Кавартха Хигхландс и провинцијски паркови Куеен Елизабетх ИИ Вилдландс, а недавна истраживања такође откривају мали број алгонкин вукова у јужним областима североисточног Онтарија и северозападног Онтарија. западно као Шумско језеро у близини границе са Манитобом, где постоји нешто мешања са вуковима Великих језера, иу јужни централни Онтарио, где има мешања са источним којотима.  Постоје неки извештаји о виђењима источних вукова и о ловцима које су устрелили вукови у Квебеку јужно од реке Сент Лоренс, Њу Бранзвику, држави Њујорк, северном Вермонту и Мејну.   На пример, резултати ДНК канида убијеног у близини Цхерри Валлеиа у Њујорку 2021. године првобитно су указивали да је то источни којот, али недавна изјава Државног одељења за заштиту животне средине Њујорка (ДЕЦ) потврђује да је животиња била вук, са већином вукова истог порекла у Мичигену ; ДЕЦ такође није потврдио или демантовао популацију која се размножава у држави. Одређени заговорници реколонизације вукова наводе да су вукови већ успостављени у Њујорку и Новој Енглеској и да су се природно раселили из Канаде преласком залеђене реке Св. Лоренса . 

## Историјат, хибридизација и конзервација
Митохондријска ДНК указује да је пре доласка Европљана, источни вукови можда бројали од 64.500 до 90.200 јединки.  Године 1942. веровало се да се, пре насељавања Европе, вук простирао широм шумовитих и отворених подручја источне Северне Америке од садашњег јужног Квебека на запад до Великих равница и према југоисточним шумама (јужни обим је био неизвестан, али је за које се верује да је око онога што је сада Кентаки, Тенеси и Северна Каролина).  Аутохтона људска популација овог региона није се плашила источних вукова, иако су их повремено хватали у замке, а њихове кости се налазе у гомилама домаћих шкољки. 
Рани европски досељеници често су држали своју стоку на источним спољним острвима без вукова, иако су животиње које су држане на пашњацима на копну биле рањиве, до те мере да је кампања против источних вукова покренута у раним годинама колонија Плимут и Масачусетс, у у којој су учествовали и досељеници и староседеоци. Уведен је систем награда, који нуди веће награде за одрасле вукове, са њиховим главама изложеним на удицама у састанцима. Без обзира на то, вукова је још увек било довољно у Новој Енглеској почетком 18. века да би оправдали досељенике Кејп Кода да разговарају о изградњи високе ограде између Сандвича и Варехама како би их спречило да се налазе на пашњацима. Шема је пропала, иако су досељеници наставили да користе вучје јаме, технику хватања вукова научену од аутохтоних народа у региону. Број источних вукова је приметно опао непосредно пре и после америчке револуције, посебно у Конектикату, где је награда за вукове укинута 1774. Међутим, број источних вукова је и даље био довољно висок да изазове забринутост у ређе насељеним областима јужног Њу Хемпшира и Мејна, при чему је лов на вукове постао редовно занимање како досељеника, тако и домородаца. Почетком 19. века, неколико источних вукова остало је у јужном Њу Хемпширу и Вермонту . 
Пре оснивања покрајинског парка Алгонкуин 1893. године, источни вук је био уобичајен у централном Онтарију и Алгонкуин Хигхландс . Наставио је да постоји током касних 1800-их, упркос обимној сечи и напорима чувара парка да га елиминишу, углавном због трајног утицаја обилног плена као што су јелени и даброви. До средине 1900-их, у парку је било чак 55 источних чопора вукова,  са просечно 49 вукова убијаних годишње током 1909–1958, док им влада Онтарија није дала званичну заштиту 1959. када је популација источних вукова у парку и око њега смањена на 500–1.000 јединки.   Ипак, током 1964–1965, 36% популације вукова у парку је одстрељено од стране истраживача који су покушавали да разумеју репродукцију и старосну структуру популације. Овај одстрел се поклопио са ширењем којота у парк и довео је до повећања источне хибридизације вука и којота.  Интрогресија гена сивог вука у популацију источних вукова такође се десила широм северног и источног Онтарија, у Манитоби и Квебеку, као иу западним државама Великих језера Минесота, Висконсин и Мичиген .  Упркос заштити унутар граница парка, дошло је до пада популације на источној страни парка током 1987–1999, са процењеним бројем од 30 чопора до 2000. године. Овај пад је премашио годишњу регрутацију, а приписује се смртности узрокованој људским факторима, која се углавном дешавала када су животиње које су се распршиле напустиле парк у потрази за јеленом током зимских месеци, и када су се распони чопора преклапали са границама парка.  До 2001. године заштита је проширена на источне вукове који се појављују на периферији парка. До 2012. године, генетски састав источних вукова у парку је отприлике враћен на оно што је био средином 1960-их него 1980-их–1990-их, када је већина вукова имала велике количине ДНК којота. 
У 2013, експеримент који је произвео хибриде којота и северозападних сивих вукова у заточеништву коришћењем вештачке оплодње допринео је више информација контроверзи око таксономије источног вука. Сврха овог пројекта је била да се утврди да ли су женке западних којота способне да носе хибридне младунце западног сивог вука-којота, као и да се тестира хибридна теорија која окружује порекло источних вукова. Добијених шест хибрида произведених у овом вештачком узгоју у заточеништву касније је пребачено у Научни центар за дивље животиње у Форест Лакеу у Минесоти, где је проучавано њихово понашање.

## Односи са људима

### У алгонкинском фолклору
Вук је истакнуто приказан у алгонкинској митологији, где се на алгонкинским језицима назива ма-хеи-ган или нах-поо-тее . То је духовни брат алгонкинског народног хероја Нанабозхоа и помогао му је у неколико његових авантура, укључујући осујећивање завера злонамерних анамакки духова и помоћ у поновном стварању света након светске поплаве. 

### Завијање
Од открића 1963. да су источни вукови одговарали на људске имитације њиховог урлика, покрајински парк Алгонкуин је започео своју атракцију Публиц Волф Ховлс,  где је чак 2.500 посетилаца вођено у експедиције у областима где су источни вукови виђени претходне ноћи и слушају на њих који су одговарали на имитацију урлика парковног особља. До 2000. године одржано је 85 јавних вукова урлика, са преко 110.000 људи који су учествовали. Парк сматра да је атракција камен темељац свог програма образовања вукова и приписује јој промену ставова јавности према вуковима у Онтарију. 

### Напади на људе
Од раних 1970-их, било је неколико инцидената смелог или агресивног понашања према људима у покрајинском парку Алгонкин. Између 1987. и 1996. било је четири случаја да су вукови уједали људе. Најозбиљнији случај догодио се 1998. године када је мужјак вука за којег се одавно знало да се не плаши људи, прогањао је пар који је шетао њихову четворогодишњу ћерку у септембру те године, изгубивши интересовање када се породица склонила у приколицу. Два дана касније, вук је напао 19-месечног дечака, наневши му неколико убодних рана на грудима и леђима пре него што су га кампери отерали. Након што је животиња убијена касније тог дана, установљено је да није бесна. 

## Даље читање
- Министарство природних ресурса и шумарства . (2018). НАЦРТ стратегије опоравка за Алгонкуин Волф у Онтарију Архивирано 2020-07-20 на сајту   </link> .
- Пимлотт, Д. Х., Сханнон, Ј. А. & Коленоски, Г. Б. (1969). „Екологија дрвеног вука у покрајинском парку Алгонкуин, Онтарио“, Извештај о истраживању ( Вилдлифе ), бр. 87. Онтарио, Одељење за земљиште и шуме, Торонто, Онтарио
- Рутледге, Л., Источни вук: Шта радимо, а шта не знамо... , Волф Стевард (април 2010)
- Тхеберге, Ј. & Тхеберге, М. (2013). Земља вукова: Једанаест година праћења вукова Алгонкуин, Рандом Хоусе ЛЛЦ